# Parectropis nigrosparsa
Parectropis nigrosparsa är en fjärilsart som beskrevs av Alfred Ernest Wileman och Smith 1917. Parectropis nigrosparsa ingår i släktet Parectropis och familjen mätare. Inga underarter finns listade i Catalogue of Life.